# Laphria howeana
Laphria howeana là một loài ruồi trong họ Asilidae. Laphria howeana được Paramonov miêu tả năm 1958. Loài này phân bố ở miền Australasia.